# Münzschatz von Podmokl

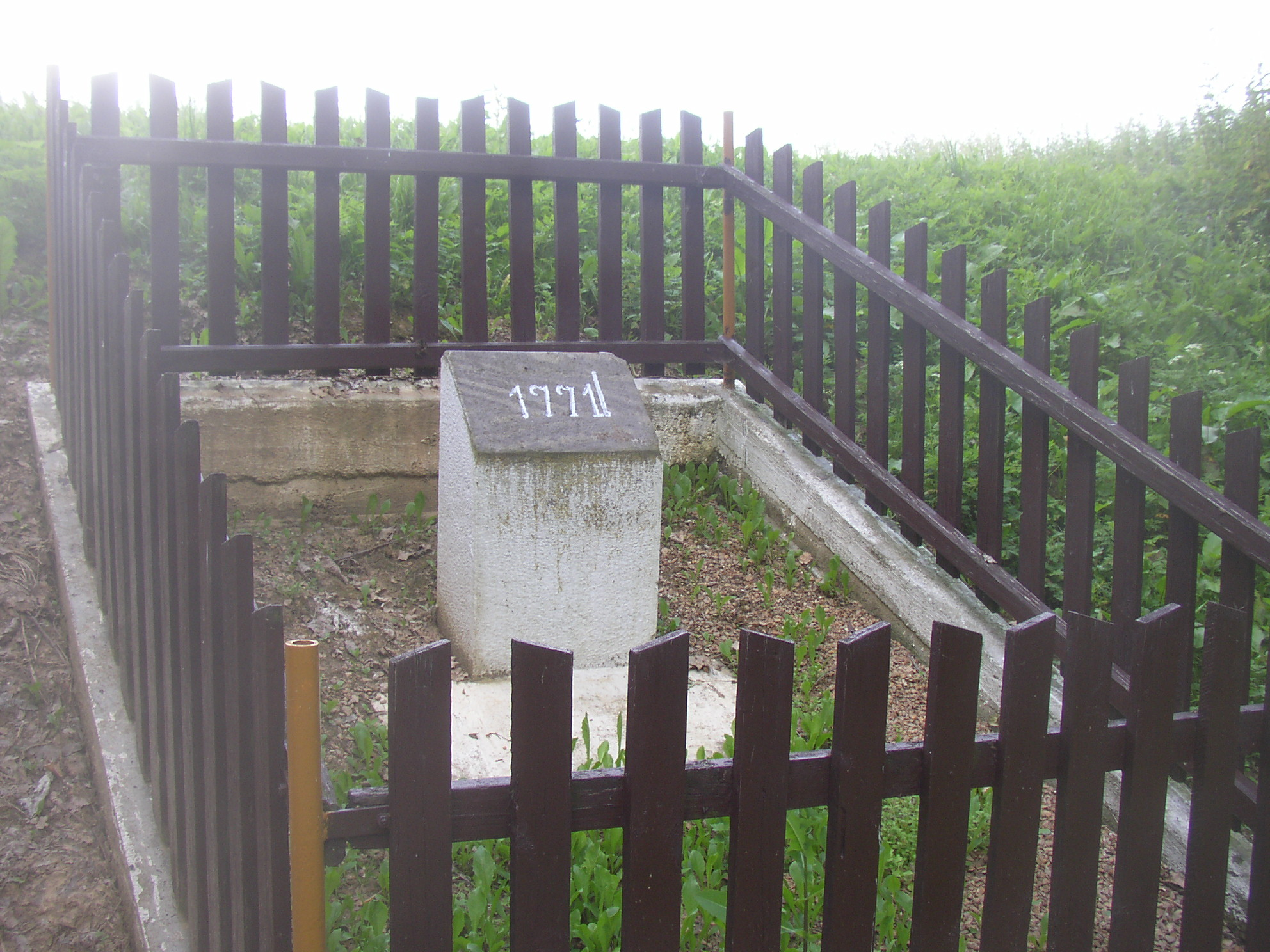
Gedenkstein am Fundort des Münzschatzes

Der Münzschatz von Podmokl (tschechisch Podmokelský poklad) war ein Depotfund aus dem Jahre 1771 von ca. 5000 goldenen Regenbogenschüsselchen. Er wurde nördlich des Dorfes Podmokl (Podmokly) im Königreich Böhmen gefunden und gilt als größter Fund dieser Art in Böhmen.

## Geschichte
Am 11. Juni 1771 sah der Bauer Jan Koch, genannt Janota, beim Mähen einer Wiese am linken Ufer des Podmokler Baches in einem Wasserriss einen freigespülten Bronzekessel. In dem verrotteten Gefäß befanden sich ca. 5.000 keltische Goldmünzen aus der Mitte des 1. Jahrhunderts v. Chr. mit einem Reinheitsgrad von 986/1000 sowie ein Halsband. Der Depotfund steht wahrscheinlich im Zusammenhang mit der keltischen Burgstätte in Hradiště. Nach Ansicht des Heimatforschers Antonín Drachovský (1842–1914) sollen die Münzen ein Gewicht von 80 Pfund und einen Wert von 76.000 goldenen Konventionsmünzen gehabt haben. Andere Schätzungen gehen von bis zu 7000 Münzen mit einem Gewicht von einem Zentner aus.
Den Schatz teilten die Bewohner von Podmokl, die die ihnen unbekannten Münzen für Messingknöpfe hielten, zunächst unter sich auf. Der Dorfschmied erhielt von einem Bauern den Auftrag, aus einer größeren Anzahl der Knöpfe Schuhschnallen zu fertigen. Durch jüdische Hausierer wurde den Bauern schließlich der wahre Wert des Fundes offenbar. Nachdem der Grundherr Karl Egon I. zu Fürstenberg Kenntnis von dem ihm zustehenden Fund erhalten hatte, ließ er die Münzen einsammeln und beschlagnahmen. Er konnte schließlich den größten Teil des Schatzes erlangen. Im Bericht über den Fund wurden 4200 Münzen aufgeführt.
Den größten Teil der Münzen ließ Karl Egon I. zu Fürstenberg einschmelzen und daraus Fürstlich Fürstenbergische Golddukaten prägen. Ein kleiner Teil des Fundes kam in die Fürstliche Sammlung auf Schloss Donaueschingen. Weitere Podmokler Münzen schenkte der Fürst verschiedenen Münzsammlungen.
Der Numismatiker Nikolaus Adaukt Voigt nahm den Fund zum Anlass einer Charakterisierung der bei Nischburg und Podmokl gefundenen Regenbogenschüsselchen als frühzeitliche einheimische Münzen und widerlegte darin verschiedene Theorien einer fremdländischen Herkunft.